# Электроника (музыкальный жанр)
Электроника — одновременно широкая группа стилей электронной музыки, предназначенных скорее для прослушивания, чем непосредственно для танцев, и музыкальная сцена, которая появилась в начале 1990-х годов в Великобритании. В Соединённых Штатах этот термин в основном используется для обозначения электронной музыки в целом.

## История

### Начало 1990-х: происхождение и британская сцена
Оригинальное широкое использование термина «электроника» происходит от влиятельного английского экспериментального техно-лейбла New Electronica, который был одной из ведущих сил начала 1990-х годов, внедрявшей и поддерживавшей танцевальную электронную музыку, ориентированную на домашнее прослушивание. В то время к музыке, обозначаемой термином электроника, стали относить «электронную музыка для прослушивания», таким образом став синонимом для таких жанров, как эмбиент-техно и IDM, и при этом считаясь отличной от других новых жанров, таких как джангл и трип-хоп.
Электронные исполнители, которые позже станут коммерчески успешными, записывали и выпускали музыку ещё с конца 1980-х, до того, как этот термин вошёл в обиход, например, The Prodigy, Fatboy Slim, Daft Punk, The Chemical Brothers, The Crystal Method, Moby, Underworld и Faithless.

### Середина 1990-х: влияние на мейнстримную популярную музыку
Примерно в середине 1990-х годов, с успехом звучания жанра биг-бит, примером которого являлись The Chemical Brothers и The Prodigy в Великобритании, и под вниманием артистов, включая Мадонну в её сотрудничестве с Уильямом Орбитом на её альбоме Ray of Light и австралийскую певицу Данни Миноуг с её альбомом 1997 года Girl, музыка этого периода начала производиться с более высоким бюджетом, повышенным техническим качеством и с большим количеством слоёв, чем большинство других песен танцевальной музыки, поскольку она была поддержана крупными лейблами звукозаписи и MTV, охарактеризовав жанр как «следующая большая вещь».
Согласно статье Billboard 1997 года, «союз ночных клубов и независимых лейблов» обеспечил экспериментальную и определяющую тенденции среду, в которой электроника развивались и в конечном итоге достигла мейнстрима. Статья ссылается на американские лейблы, такие как Astralwerks (The Chemical Brothers, Fatboy Slim, The Future Sound of London, Fluke), Moonshine (DJ Keoki), Sims и City of Angels (The Crystal Method), говоря, что они сыграли значительную роль в поиске и и продвижении артистов, которые стали популярными на электронной сцене.
Мадонна и Бьорк, с их альбомами Ray of Light (Мадонна), Post и Homogenic (Бьорк) называются[кем?] ответственными за переход электроники в мейнстримную культуру.

### Конец 1990-х: переход в американскую индустрию
В 1997 году североамериканская музыкальная индустрия переняла и в некоторой степени пересоздала электронику в качестве термина, охватывающего такие стили, как техно, биг-бит, драм-н-бейс, трип-хоп, даунтемпо и эмбиент, независимо от того, были ли они курированы инди-лейблами, обслуживающими "подпольные" ночные клубы и рейв-сцены, или лицензированы крупными лейблами и продавались мейнстримной аудитории как коммерчески жизнеспособная альтернатива альтернативной рок-музыке.
Нью-Йорк стал одним из центров экспериментов и роста в области электронного звука, где диджеи и музыкальные продюсеры из разных регионов, таких как Юго-Восточная Азия и Бразилия, играли свои произведения в ночных клубах.

### 2010-е: отказ от термина
К началу 2010-х годов, индустрия отказалась от термина электроника в пользу EDM (электронной танцевальной музыки) — термина, имеющего корни в академической среде и всё чаще ассоциирующегося с музыкальными фестивалями на открытом воздухе и относительно мейнстримовой, пострейвовой музыкой, жанрами электрохаус и дабстеп.

## Особенности
Электроника извлекла выгоду из достижений в области музыкальных технологий, особенно электронных музыкальных инструментов, синтезаторов, музыкальных секвенсоров, драм-машин и цифровых аудиосистем. По мере развития технологий, отдельные лица или небольшие группы стали производить электронные песни и записи в небольших студиях. В то же время компьютеры облегчили использование музыкальных «семплов» и «лупов» в качестве конструкторов для звуковых композиций. Это привело к периоду творческих экспериментов, некоторые из которых стали известны как электроника.
Электроника включает в себя широкий спектр музыкальных стилей, связанных склонностью к электронному производству; включает в себя популярных исполнителей, такие как Бьорк, Мадонна, Голдфрапп и артистов IDM, такие как Autechre и Aphex Twin.

## Региональные различия
Североамериканская музыкальная индустрия использует этот термин в качестве категории для обозначения любых стилей электронной музыки, ориентированный на танцы, с потенциальной привлекательностью для популярной музыки. Тем не менее, американская AllMusic по-прежнему классифицирует электронику как крупный жанр, заявляя что он включает в себя как танцевальные композиции, так и музыку для прослушивания в наушниках и для чилаут-зон.
В других частях мира, особенно в Великобритании, электроника также является широким термином, но ассоциируется с музыкой, не ориентированной на танцы, включая относительно экспериментальные стили электронной музыки. Там термин частично пересекается с музыкой, относимой за пределами Великобритании к жанру IDM (интеллектуальная танцевальная музыка).

## В средствах массовой информации
В конце 1990-х и начале 2000-х годов электроника всё чаще использовалась в качестве фона для телевизионной рекламы, первоначально для рекламы автомобилей. Она также использовался для различных видеоигр, включая серию Wipeout, для которой саундтрек был составлен из популярных электронных треков, позже электроника стала использоваться для других продуктов, таких как компьютеры и финансовые услуги. Затем в 2011 году Hyundai совместно с Гремми выпустили проект, который стал известен как Re:Generation.